# Aham
Aham település Németországban, azon belül Bajorországban. Lakosainak száma 1947 fő (2023. december 31.). Aham Loiching, Gangkofen, Marklkofen, Frontenhausen, Schalkham, Gerzen és Kröning községekkel határos.

## Népesség
A település népessége az elmúlt időszakban az alábbi módon változott:
| Lakosok száma | 1639 | 1731 | 1911 | 1895 | 1899 | 1958 | 1929 | 1912 | 1914 | 1947 |
|               | 1970 | 1975 | 2011 | 2012 | 2014 | 2015 | 2017 | 2019 | 2022 | 2023 |